# El Ojo sin Párpado
El Ojo sin Párpado fue una colección editorial de Ediciones Siruela publicada por su entonces editor Jacobo Siruela.

## Contenido
Colección de literatura decadente, fantástica y surrealista, constó de 48 volúmenes, los cuales fueron publicados progresivamente entre 1987 y 1993. Era característico su formato pequeño, en tapa dura, sobrecubiertas y el característico color azul que vestía.

## Títulos
1. Ernst Theodor Amadeus Hoffmann, Gérard de Nerval, Honoré de Balzac, Jan Potocki, Joseph Sheridan Le Fanu, Joseph von Eichendorff, Nathaniel Hawthorne, Nikolái Vasilievich Gógol, Philarète Chasles, Prosper Mérimée, Théophile Gautier, Walter Scott, Cuentos fantásticos del XIX (Vol. 1)
2. Ambrose Bierce, Charles Dickens, Edgar Allan Poe, Guy de Maupassant, H. G. Wells, Hans Christian Andersen, Henry James, Ivan Turgueniev, Jean Lorrain, Nikolai Leskov, Robert Louis Stevenson, Rudyard Kipling, Vernon Lee, Villiers de L'Isle-Adam, Cuentos fantásticos del XIX (Vol. 2)
3. Valentine Penrose, La condesa sangrienta
4. Arthur Machen, Cuentos
5. Arthur Machen, Un fragmento de vida
6. Yukio Mishima, La perla y otros cuentos
7. Lady Gregory, Cuchulain
8. Lord Dunsany, En el país del Tiempo
9. Basil Hall Chamberlain, Lafcadio Hearn, Yakumo Koizumi, Kwaidan
10. Montague Rhodes James, Cuentos de fantasmas
11. Richard Garnett, El crepúsculo de los dioses
12. José Antonio Ramos Sucre, Las formas del fuego
13. Alexandre Chatrian, Ambrose Bierce, Ann Ward Radcliffe, Anne Laetitia Barbauld, Charles Brockden Brown, Charlotte Perkins Gilman, Edgar Allan Poe, Émile Erckmann, Fitz-James O'Brien, Francis Marion Crawford, Guy de Maupassant, Joseph Sheridan Le Fanu, Mary Wollstonecraft Shelley, Matthew Gregory Lewis, Nathaniel Hawthorne, Rudyard Kipling, Thomas de Quincey, Walter Scott, El horror según Lovecraft (Volumen 1)
14. Algernon Blackwood, Arthur Machen, Clark Ashton Smith, H. G. Wells, Hanns Heinz Ewers, Howard Phillips Lovecraft, Lord Dunsany, M. P. Shiel, Montague Rhodes James, Walter de la Mare, William Hope Hodgson, El horror según Lovecraft (Volumen 2)
15. Charles Robert Maturin, Melmoth el errabundo I
16. Charles Robert Maturin, Melmoth el errabundo II
17. Arthur Machen, La colina de los sueños
18. Baron Corvo, Adriano Séptimo
19. Walter de la Mare, Memorias de una enana
20. Joseph Sheridan Le Fanu, El tío Silas
21. Gustave Flaubert, La tentación de San Antonio
22. Alfred Kubin, La otra parte
23. Charles Nodier, Cuentos visionarios
24. Algernon Blackwood, La casa vacía
25. A. E. Coppard, Edward Frederick Benson, Frank Norris, Herbert Russell Wakefield, Javier Marías, John Collier, John Gawsworth, Kenneth Jay, Lawrence Durrell, Martin Armstrong, Nugent Barker, Oswell Blakeston, R. Edison Page, Richard Hughes, Richard Middleton, Sir Ronald Ross, Sir Shane Leslie, Thomas Burke, Wilfrid Ewart, Winston Churchill, Cuentos únicos
26. Lord Dunsany, En los confines del mundo
27. Honoré de Balzac, La piel de zapa
28. Rudyard Kipling, El hándicap de la vida
29. Amelia B. Edwards, Catherine Crowe, Charlotte Riddell, Edith Nesbit, Elizabeth Bowen, Elizabeth Gaskell, Emilia Pardo Bazán, Everil Worrell, George Sand, Isak Dinesen, Leonora Carrington, Mary Louisa Molesworth, Mary Wollstonecraft Shelley, Muriel Spark, Patricia Highsmith, Rosa Chacel, Sarah Orne Jewett, Shirley Jackson, Vernon Lee, Virginia Woolf, La Eva fantástica
30. Anónimo, Benito Pérez Galdós, Cristina Fernández Cubas, Edgar Allan Poe, Esopo, Friedrich Dürrenmatt, Gérard de Nerval, Hugo von Hofmannsthal, Oscar Wilde, Théophile Gautier, Cuentos de sombras
31. Algernon Blackwood, El valle perdido
32. Antoinette Peské, La caja de hueso
33. Amos Tutuola, Mi vida en la maleza de los fantasmas
34. Italo Calvino, Cuentos populares italianos. Vol I
35. Italo Calvino, Cuentos populares italianos. Vol II
36. Alexander Lernet-Holenia, El barón Bagge
37. Théophile Gautier, La pipa de opio y otros cuentos
38. John Symonds, La gran bestia
39. William Butler Yeats, Una visión
40. Tommaso Landolfi, Invenciones
41. William Butler Yeats, Antología poética. W. B. Yeats
42. Aleister Crowley, El testamento de Magdalen Blair
43. Sadeq Hedayat, La lechuza ciega
44. Tommaso Landolfi, Relato de otoño
45. Achim von Arnim, Adalbert Stifter, Annette Freiin von Droste-Hülshoff, Barón de La Motte Fouqué, Charles Sealsfield, Clemens Brentano, Eduard Mörike, Ernst Theodor Amadeus Hoffmann, Franz Grillparzer, Friedrich Hebbel, Friedrich Schiller, Georg Büchner, Gottfried Keller, Heinrich von Kleist, Jeremias Gotthelf, Johann Ludwig Tieck, Johann Wolfgang von Goethe, Joseph von Eichendorff, Wilhelm Hauff, Cuentos románticos alemanes
46. Aleksei Konstantinovich Tolstoi, Bram Stoker, Charles Pierre Baudelaire, Edgar Allan Poe, Edward Frederick Benson, Ernst Raupach, Ernst Theodor Amadeus Hoffmann, Francis Marion Crawford, Frederick George Loring, Horacio Quiroga, James Malcolm Rymer, Johann Wolfgang von Goethe, John William Polidori, Joseph Sheridan Le Fanu, Julian Hawthorne, Thomas Preskett Prest, X.L., Vampiros
47. Henry James, Otra vuelta de tuerca
48. Algernon Blackwood, Claude Seignolle, Frederick Marryat, Geoffrey Household, Peter Fleming, Sutherland Menzies, Los hombres-lobo